# Diplocolenus configuratus
Diplocolenus configuratus är en insektsart som beskrevs av Philip Reese Uhler 1878. Diplocolenus configuratus ingår i släktet Diplocolenus och familjen dvärgstritar.

## Underarter
Arten delas in i följande underarter:
- D. c. nigrior
- D. c. bicolor